# مانويل فرنانديز فالديراما
مانويل فرنانديز فالديراما (الإسبانية: Manuel Valderrama)؛ (29 يوليو 1904 — ) هو لاعب كرة قدم إسباني، من مواليد مدينة مدريد، يلعب في مركز لاعب وسط.

## وصلات خارجية
- مانويل فرنانديز فالديراما على موقع قاعدة بيانات كرة القدم.إي يو (الإنجليزية)
- مانويل فرنانديز فالديراما على موقع ناشيونال فوتبول تيمز (الإنجليزية)